# Ploudiry
Ploudiry (bretonsko Plouziri) je naselje in občina v severozahodnem francoskem departmaju Finistère regije Bretanje. Naselje je leta 2008 imelo 897 prebivalcev.

## Geografija
Kraj leži v pokrajini Pays de Léon 31 km vzhodno od Bresta.

## Uprava
Ploudiry je sedež istoimenskega kantona, v katerega so poleg njegove vključene še občine Lanneuffret / Lanneured, Loc-Eguiner / Logeginer-Plouziri, La Martyre / ar Merzher-Salaun, La Roche-Maurice / ar Roc'h-Morvan, Tréflévénez / Trelevenez in Le Tréhou / An Treoù-Leon s 4.143 prebivalci.
Kanton Ploudiry je sestavni del okrožja Brest.